# Juli Àsper
Juli Àsper (en llatí Julius Asper) era el nom de dos cònsols romans, pare i fill que van viure al segle iii.
El pare i el fill van ser nomenats cònsols per Caracal·la conjuntament l'any 212, però després van ser privats de tots els honors pel mateix emperador i expulsats de Roma, sense causa coneguda. El pare, o potser el seu fill, va ser després governador de la província romana d'Àsia amb Macrí i també va ser destituït quan viatjava cap a aquesta província per unes paraules que van ofendre a l'emperador. Dió Cassi sembla dir que Juli Àsper (sense precisar si pare o fill) va ser assassinat per Elagàbal.